# Estación de La Salut

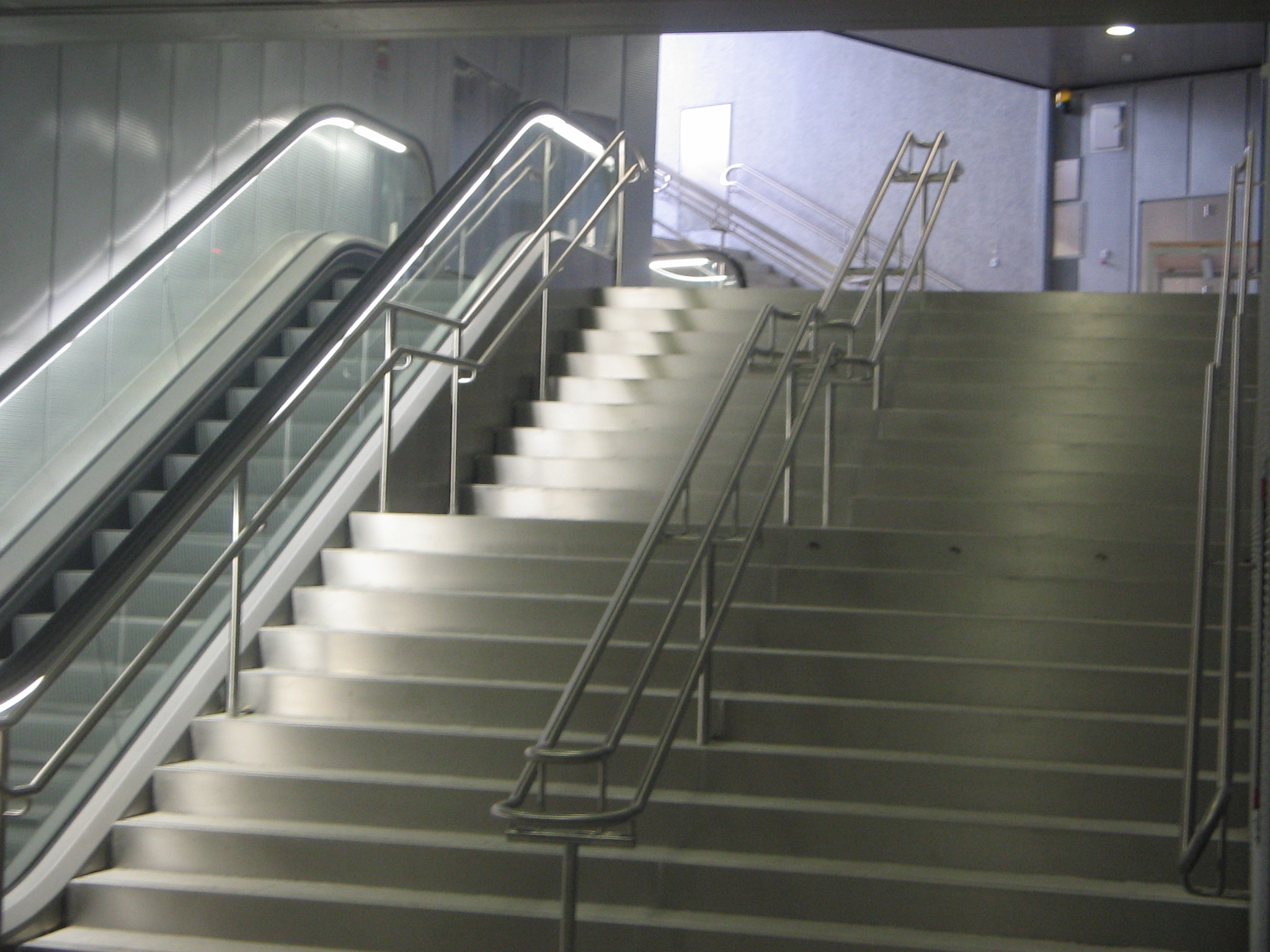
Acceso a la estación desde la calle.

La Salut es una estación de la línea 10 del metro de Barcelona que da servicio al municipio de Badalona. La estación da servicio al barrio de la Salut con cuatro accesos, uno en la calle Juan Valera, uno en la calle Australia, uno en la calle Salvador Seguí y uno en la avenida Marquès de Sant Mori con calle Pau Piferrer. La estación está dotada de ascensores tipo PMR y escaleras mecánicas.
El día 18 de abril del 2010 se inauguró la línea 10 entre Gorg y Bon Pastor, el segundo tramo de la L9/L10 en ponerse en servicio.

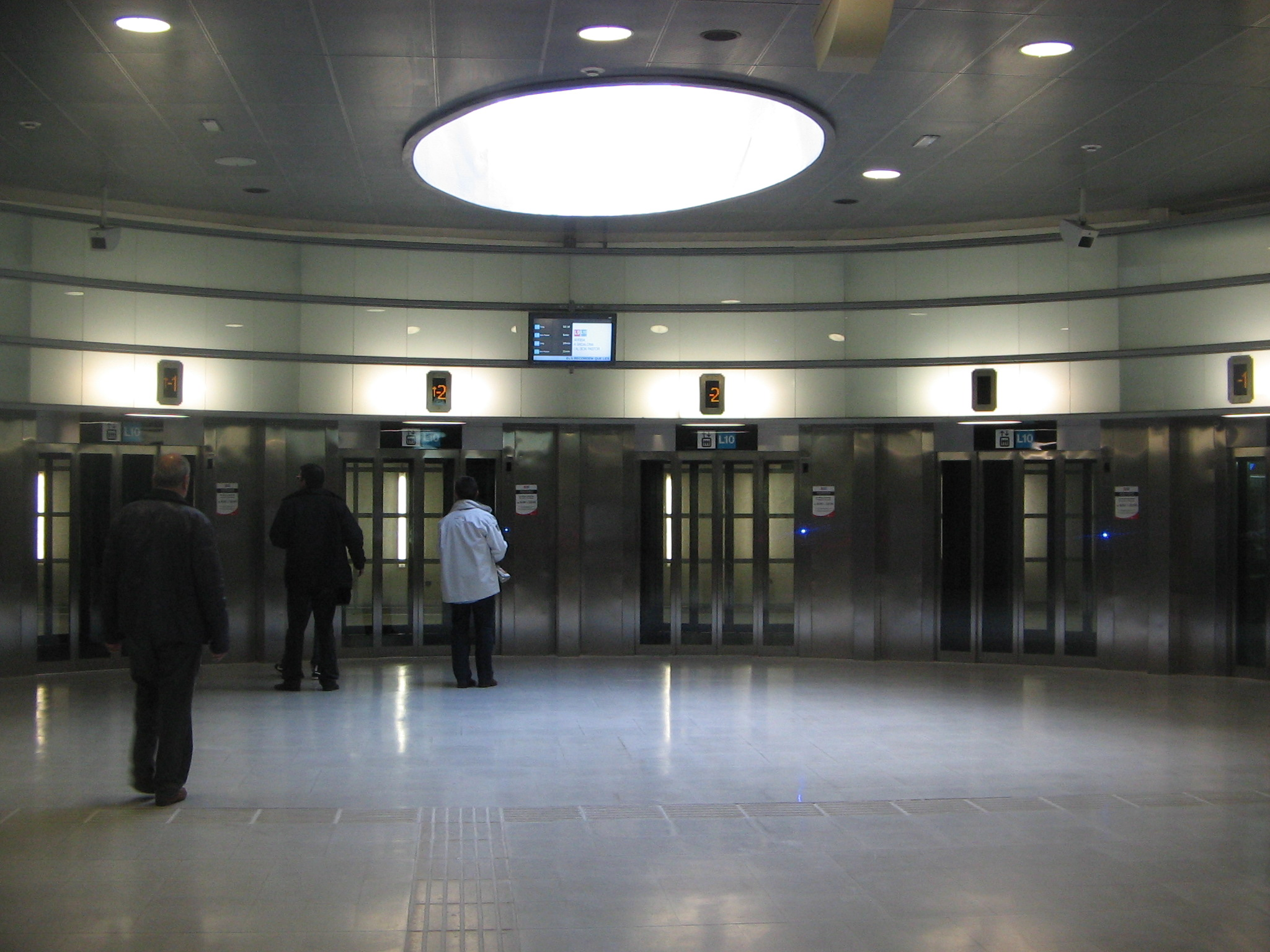
Acceso al vestíbulo desde los ascensores de gran capacidad.

| << cabecera               | < estación | línea | estación > | cabecera >> |
| ------------------------- | ---------- | ----- | ---------- | ----------- |
| Metro                     |            |       |            |             |
| La Sagrera Pratenc (20xx) | Llefià     |       | Gorg       | Gorg        |